# Алоэ настоящее
Ало́э настоя́щее, или Ало́э ве́ра (лат. Áloë véra) — суккулентное травянистое растение; вид рода Алоэ (Aloe) подсемейства Асфоделовые (Asphodeloideae) семейства Лилейные (Asphodelaceae). Широко используется в медицине и косметике.

## Распространение и экология
Естественный ареал алоэ настоящего неясен, так как вид широко культивируется во всем мире.

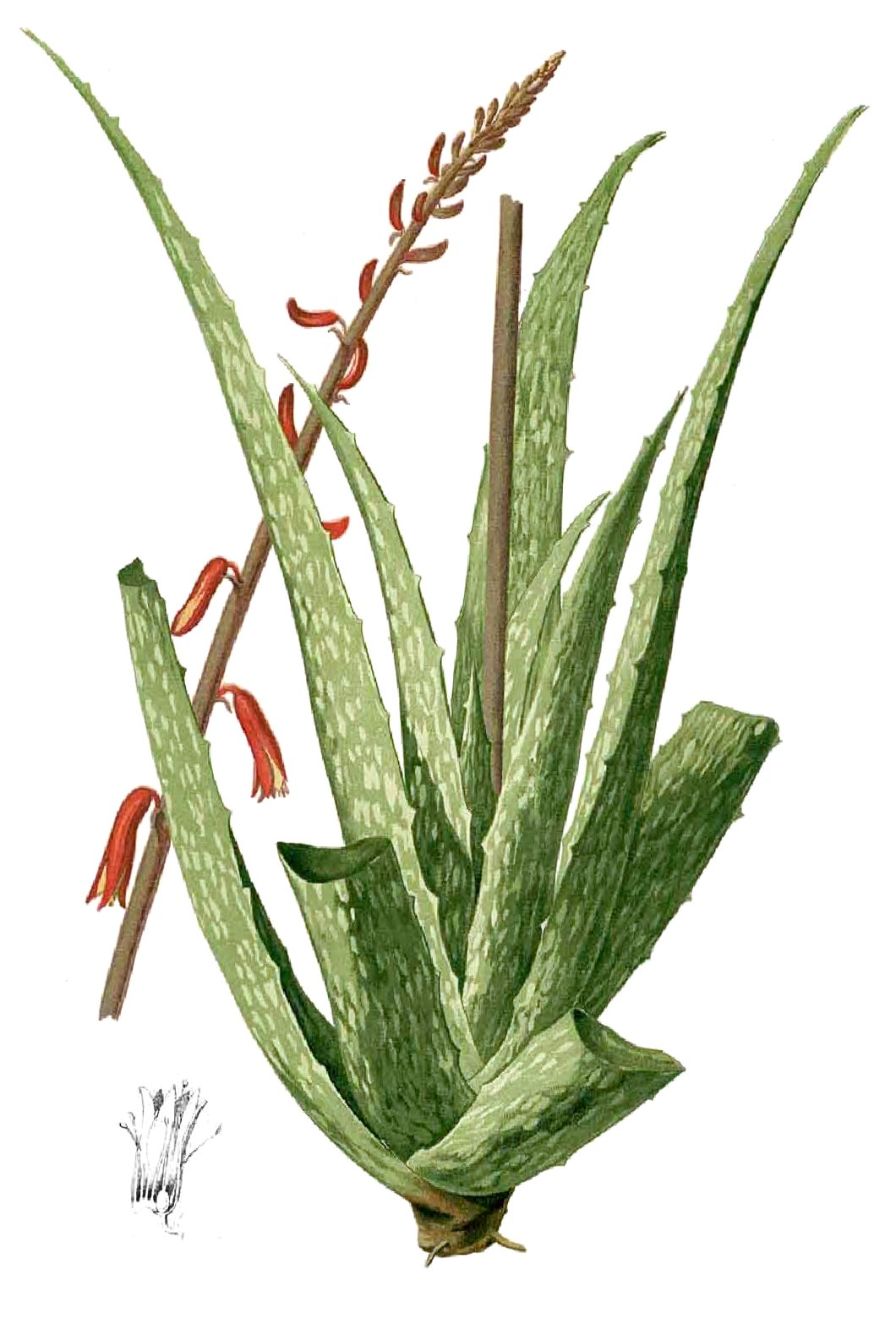
Алоэ настоящее.

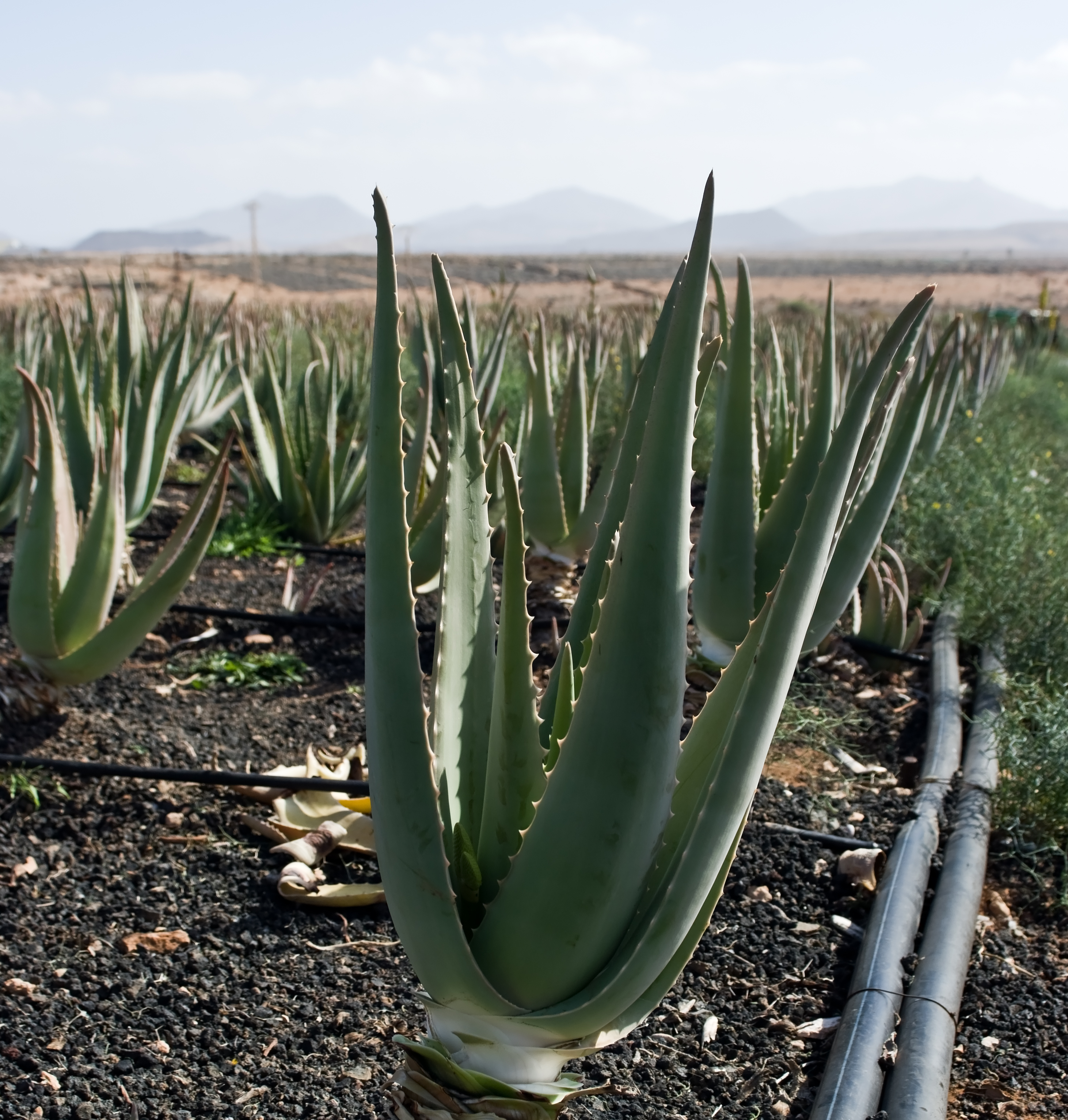
Плантация алоэ настоящего на острове Фуэртевентура (Канарские острова, Испания)

Этот вид освоился в южной половине Аравийского полуострова, в Северной Африке (Марокко, Мавритания, Египет), а также в Судане, на Канарских островах, в Кабо-Верде, на острове Мадейра.
Растение в диком виде встречается на Канарских островах.
Алоэ может существовать в условиях, когда другие растения вянут и умирают. В экстремальных ситуациях это растение закрывает поры, удерживая влагу.

## Ботаническое описание
Корневая система малоразвитая, поскольку, как и другие представители семейства, алоэ вера образует арбускулярную микоризу — корневой симбиоз с грибками, который обеспечивает растению лучший доступ к минеральным веществам из почвы. Стебель травянистый, укороченный. Листовая розетка достигает 60 сантиметров в диаметре. Листья пёстрые, по их краям идут колючки.
Цветки трубчатые, оранжевого или желтовато-оранжевого цвета.
|               |
| Плод и семена |

## Химический состав
Слизь и другие полисахариды, простагландины, антраценподобные, гликопротеиды, флавоноиды, фенольные соединения, ферменты, горечи, смолы, гормоноподобные соединения, небольшое количество эфирного масла. Кроме тривиальных полисахаридов, есть и мукополисахариды, гликопротеиды, состоящие из разных сахаров, в том числе ацетилированной маннозы (активно исследуется её противовирусное действие), имеются и аскорбиновая кислота, витамины группы В, фолиевая кислота, каротины, холин, К, Са, Mg, Zn, Cu.
Среди различных видов алоэ алоэ вера считается самым мощным, коммерчески важным и самым популярным растением в области исследований.  Алоэ вера — растение с высоким содержанием воды (99–99,5%). Содержание твердых веществ колеблется от 0,5 до 1%. Различные части растения содержат около 75 питательных веществ, а также 200 активных соединений. Кожура и гель составляют основную часть массы цельного листа (20–30 % и 70–80 % соответственно). В пересчете на сухое вещество гель состоит из 55 % полисахаридов, 17 % сахаров, 7 % белков, 4 % липидов, 16 % минералов, 1 % фенольных соединений и различных витаминов, включая витамины А, С, Е, В 1 , В. 2 , B 12 , ниацин, холин и фолиевая кислота.
Фитокомпоненты, присутствующие в алоэ вера:
- Антрахиноны (алоэ-эмодин, алоэтовая кислота, эмодин, алоин А, алоин В, 6'-О-ацетил-алоин А, 6'-О-ацетил-алоин В, 10-гидроксиалоины А, 10-гидроксиалоины В, алоинозид А, алоинозид В , 7-гидроксиалоин A, 7-гидроксиалоин B, 7-гидрокси-8-O-метилалоин A, 7-гидрокси-8-O-метилалоин B, 6'-малонилнаталоин A, 6'-малонилнаталоин B, гомонаталозид B, димер элгоники A, димер elgonica B, алоиндимер A, алоиндимер B, алоиндимер C, алоиндимер D, алоэ-эмодин-11-O-рамнозид, хризофанол, эмодин, физион, алоэ-эмодин, наталоеэмодин, алоэсапонарин I, алоэзапонарин II, мадагасцин, 3- Геранилоксиэмодин, реин)
- Сахариды (чистый маннан, ацетилированный маннан, ацетилированный глюкоманнан, глюкогалактоманнан, галактан, галактогалактуран, арабиногалактан, галактоглюкоарабиноманнан, пектиновые вещества, ксилан, целлюлоза, верацилглюкан B и верацилглюкан C, глюкоза, галактоза, манноза и арабиноза)
- Флавоноиды (апигенин, лютеолин, изовитексин, изоориентин, сапонарин, лутонарин, кемпферол, кверцетин, мирицетин, кверцитрин, рутин, катехин, эпикатехин)
- фитостеролы (Циклоартанол, 24-метилен-циклоартанол, лофенол, 24-метил-лофенол, 24-этил-лофенол, лупеол, β-ситостерол, кампестерол)
- Хромоны (Алоэзин, алоэрезин E, изоалоэрезин D, алоэрезин D, rabaichromone, алоэрезин K, aloesinol)
- Полифенолы (коричная кислота, п-кумаровая кислота, кофейная кислота, феруловая кислота, синапиновая кислота, 3-(4-гидроксифенил)пропановая кислота, метил-3-(4-гидроксифенил)пропионат, 7-деметилсидерин, фералолид, дигидрокумарин, алоэнин А, алоэнин В, п-кумароилалоенин, аловерозид А, фероксидин 1-(2,4-дигидрокси-6-метилфенил)этенон, п -анисальдегид, салицилальдегид, п -крезол, пирокатехин, гентизиновая кислота, галловая кислота, ванилиновая кислота, сиреневая кислота, аскорбиновая кислота)
- Белки (лектины и лектиноподобные вещества, полипептидные фракции)
- Минералы (кальций, медь, цинк, магний, калий, марганец, железо, холин, хром, фосфор, натрий, ванадий)

## Значение и применение
Используются в медицине и парфюмерной промышленности, а также в производстве органической косметики. 
Гель алоэ обычно используется для приготовления местных лекарств от кожных заболеваний, таких как ожоги, раны, обморожения, сыпь, псориаз, герпес или сухость кожи. Латекс алоэ можно получить в высушенной форме, называемой смолой, или в виде «высушенного сока алоэ».
Активно используется в народной медицине как средство для лечения и профилактики многих заболеваний.
Популярное комнатное растение (в комнатных условиях цветёт очень редко).
В 2023 году объем мирового рынка алоэ вера оценивался в 785,92 млн долларов США и, по прогнозам, достигнет 1330,3 млн долларов США к 2031 году при темпах роста в 6,80% в период с 2024 по 2031 год. 
Алоэ вера все шире используется в фармацевтических препаратах. Управление по санитарному надзору за качеством пищевых продуктов и медикаментов США (FDA) одобрило алоэ вера в качестве натурального пищевого ароматизатора и пищевой добавки. Согласно отчету Herbal Gram Американского ботанического совета, продажи добавок с алоэ вера в США достигли 146 миллионов долларов в 2018 году, что указывает на его растущую значимость в фармацевтическом секторе. 

## Токсичность
Экстракт необесцвеченных листьев алоэ вера, принимаемый перорально, был внесен в список Калифорнийского управления по оценке опасности для здоровья окружающей среды среди «химических веществ, которые, как известно штату, вызывают рак или репродуктивную токсичность». Пероральный прием алоэ вера потенциально токсичен и может вызвать спазмы в животе и диарею, что, в свою очередь, может уменьшить всасывание лекарств. 